# 圣但尼 (意大利)
圣但尼（法語：Saint-Denis，法語發音：[sɛ̃ dəni] ⓘ）是位于意大利北部瓦莱达奥斯塔大区的一个市镇，其名称取自法国巴黎的主保圣人德尼，德尼是一名意大利传教士，曾任巴黎主教，是在巴黎被害的殉道者，被教廷封为圣人，据说他被砍下头后，自己捧着自己的头颅走了6英里。这个小镇是因他而得名。
在1871年时这个小镇的人口达到最高峰，为637人，以后逐年下降，直到2001年只有342人。